# بسمارك أبياه
بسمارك أبياه (بالإنجليزية: Bismarck Appiah)‏ هو لاعب كرة قدم غاني في مركز الهجوم، ولد في 19 يناير 1995 في غانا. لعب مع نادي باتشكا بالانكا.

## وصلات خارجية
- بسمارك أبياه على موقع قاعدة بيانات كرة القدم.إي يو (الإنجليزية)
- بسمارك أبياه على موقع Soccerway.com (الإنجليزية)